# 180 a. C.
El año 180 a. C. fue un año del calendario romano prejuliano. En el Imperio romano, fue conocido como el año 574 Ab Urbe condita.

## Acontecimientos
- Apolonio de Alejandría es nombrado bibliotecario de la Biblioteca de Alejandría.
- Este año y el siguiente, ejercen la pretura en Hispania T. Sempronio Graco (Hispania Citerior) y L. Postumio Albino (Hispania Ulterior). Los dos pretores juntos atacan la Celtiberia: batallas en Complega y el Moncayo. Graco adopta medidas de paz y funda Graccurris e Iliturgi.[1]
- Asesinato de Pushyamitra, de la Dinastía Asoka, en la India, quien había reaccionado contra las medidas inspiradas en el budismo, para restablecer la práctica de los sacrificios védicos.[2]
- Yeshuá ben Shirá (Jesús, hijo de Sirá) compone el Eclesiástico, libro del Antiguo Testamento (en las versiones católica y ortodoxa de la Biblia). Consta de una serie de máximas y refranes de naturaleza proverbial.[2]

## Nacimientos
- Viriato: héroe lusitano luchador contra los invasores romanos

## Arte y literatura
- Altar de Pérgamo